# Рудовское муниципальное образование
Ру́довское се́льское поселе́ние — муниципальное образование со статусом сельского поселения в 
Жигаловском районе Иркутской области России.
Административный центр — село Рудовка.

## География
C 2007 года по 2009 год на автодороге «Качуг — Жигалово» в районе деревни Пономарёва был построен новый мост через реку Лена, взамен устаревшего понтонного моста.

## Население
| 2010 | 2011 | 2012 | 2013 | 2014 | 2015 | 2016 |
| ---- | ---- | ---- | ---- | ---- | ---- | ---- |
| 636  | ↘631 | ↘610 | ↘592 | ↘587 | ↘579 | ↘573 |
| 2017 |      |      |      |      |      |      |
| ↘560 |      |      |      |      |      |      |

Гендерный состав
По результатам Всероссийской переписи населения 2010 года 299 мужчин и 337 женщин из 636 человек.

## Состав сельского поселения
| № | Населённый пункт | Тип населённого пункта       | Население |
| - | ---------------- | ---------------------------- | --------- |
| 1 | Головновка       | деревня                      | ↘186      |
| 2 | Игжиновка        | деревня                      | ↗11       |
| 3 | Пономарёва       | деревня                      | ↘105      |
| 4 | Рудовка          | село, административный центр | ↘308      |